# Ewald Bender
Ewald Bender (geboren am 28. November 1883 in Trarbach an der Mosel; gestorben am 24. August 1962 in Bad Godesberg) war ein deutscher Kunsthistoriker, der sich insbesondere mit Ferdinand Hodler befasste.

## Wirken
Ewald Bender war der Sohn des Kaufmanns Wilhelm Bender und seiner Ehefrau Maria, geb. Ramisch. Von 1894 bis 1903 besuchte er das Gymnasium in Trarbach. Danach war er zunächst zweieinhalb Jahre als Kaufmann tätig, ab dem Wintersemester 1905/06 studierte er Kunstgeschichte in München, vom Sommersemester 1907 bis Ostern 1910 in Berlin. Am 21. Dezember 1910 wurde er bei Max Semrau an der Universität Greifswald mit seiner Dissertation Über farbige Komposition. Ein Beitrag zur Erkenntnis und Geschichte der Farbengebung promoviert. Von 1912 bis 1914 war er Mitarbeiter der Redaktion des Allgemeinen Lexikons der Bildenden Künstler von der Antike bis zur Gegenwart in Leipzig. Der Schriftsteller Jacob Picard widmete ihm und Hans Heinrich Ehrler in dem Gedichtband Das Ufer 1913 das Gedicht Hymne, das den Untertitel „Meinen Freunden Ewald Bender und Hans Heinrich Ehrler“ trägt.
Er verfasste mehrere Schriften über den Schweizer Maler Ferdinand Hodler, so beispielsweise über dessen Gemälde vom „Auszug der deutschen Studenten in den Freiheitskrieg von 1813“ an der Universität Jena. 1922 schrieb er zunächst eine Abhandlung über das Leben und ab 1923 gemeinsam mit Werner Y. Müller eine zweiteilige Monografie über diesen Maler und sein Gesamtwerk. Mindestens bis 1942 schrieb Artikel für die Zeitschrift Die Kunst für alle, so beispielsweise über die Bildhauer Richard Engelmann, Georg Kolbe, Johann Heinrich Dannecker oder über Ausstellungen von Künstlern der Berliner Secession. Spätestens ab 1937 war er in Köln, wo er für das mit der Zeitschrift für Bauwesen vereinigte Zentralblatt der Bauverwaltung schrieb und in Köln-Lindenthal wohnte. Er berichtete unter anderem über die geplante Neugestaltung des Hauses des Deutschen Handwerks in Frankfurt am Main durch Clemens Klotz. Bis 1947 war er zudem mit Otto Förster als Sachverständiger tätig und erstellte Gutachten zur Echtheit von Kunstwerken, beispielsweise zu einer Kopie des Ölgemäldes „Villa am Meer“ das durch beide als authentisches Werk Arnold Böcklins eingestuft wurde.

## Veröffentlichungen (Auswahl)
- Über farbige Komposition. Ein Beitrag zur Erkenntnis und Geschichte der Farbengebung. A. Arendt, Eberswalde 1911, OCLC 312158045 (Dissertation an der Universität Greifswald, mit Lebenslauf).
- Deutsche Kunst und Dekoration Illustrierte Monatshefte für moderne Malerei, Plastik, Architektur, Wohnungskunst und künstlerisches Frauen-Arbeiten. Band 29 (Oktober 1911 – März 1912), 1912, Beitrag: Die Schwarz-Weiß-Ausstellung der Berliner Secession und Die Plastik auf der Winter-Ausstellung der Berliner Secession, S. 357–369 und S. 384–387 (digi.ub.uni-heidelberg.de digi.ub.uni-heidelberg.de).
- Das Leben Ferdinand Hodlers. Mit 35 farbigen Bildern auf 16 Tafeln und drei Beiträgen von Hermann Bahr, Robert Breuer und Philipp Modrow. Rascher, Zürich 1922, OCLC 312778655.
- Die Kunst Ferdinand Hodlers (= Kunst Ferdinand Hodlers. Gesamtdarstellung in 2 Bänden. Band 1: Das Frühwerk bis 1895). Rascher, Zürich 1923, OCLC 258292218.
- Riccardo Gualino: Bewegtes Leben. Ein Selbstbildnis. Rascher, Zürich / Leipzig / Stuttgart 1932, DNB 573595534 (italienisch: Frammenti di vita. Mailand 1931. Übersetzt von Ewald Bender).
- Die Ordensburgen Vogelsang und Crössinsee. In: Die Kunst für alle: Malerei, Plastik, Graphik, Architektur. 52. Jahrgang (1936–1937), Heft 7. F. Bruckmann, München April 1937, OCLC 864017545, S. 164–169 (digi.ub.uni-heidelberg.de).